# Как гром среди ясного неба
«Как гром среди ясного неба» (англ.  Out of the Blue) — канадская кинодрама кинорежиссёра Денниса Хоппера, выпущенная в 1980 году c Линдой Манц и Шэрон Фаррелл в главных ролях. Деннис Хоппер также исполнил одну из главных ролей в фильме. Премьера состоялась 20 мая 1980 года на Каннском кинофестивале, однако  фильм, режиссура и сценарий были подвергнуты критике за использование в нем сцен употребления наркотиков, сексуального насилия несовершеннолетних и инцеста.  Несмотря на это, в последующие десятилетия фильм  получил статус культового и неоднократно выходил в повторный прокат. По мнению критиков если статус одного из предыдущих фильмов Хоппера «Беспечный ездок»  был назван как «дух эпохи 1960-х», то фильму «Как гром среди ясного неба» следовало присвоить статус «дух эпохи 1970-х».

## Сюжет
Сюжет фильма повествует о подростке Синди  Барнс по прозвищу «Сиби» — которая проживает в сельской местности на территории Британской Колумбии (Канада) вместе с матерью - наркоманкой.  Отец Сиби, Дон Барнс, мужчина средних лет, страдающий алкогольной зависимостью, отбывает уголовное наказание в тюрьме за дорожно-транспортное происшествие, в котором он в пьяном виде врезался на своем грузовике в сломавшийся на дороге школьный автобус, в результате чего погибли дети. Во время аварии «Сиби» находилась в машине вместе с отцом, вследствие чего это событие и осуждение отца сильно повлияло на ее психоэмоциональное состояние. В отсутствие Дона, мать Синди - Кэти, закрутила роман с Полом, владельцем ресторана, где она работает официанткой. Один из друзей Дона, Чарли, начал поставлять матери девочки героин в обмен на оказание сексуальных услуг, после чего начал склонять к интимной близости «Сиби». Пытаясь спастись от ужасной и деструктивной действительности, «Сиби» начинает увлекаться идеологией субкультуры панков, их нигилистичекими воззрениями и музыкой Элвисом Пресли - который бунтовал против негативного отношения общественности к рок-н-роллу. «Сиби» отдаляется от матери, проводит время в одиночестве в разбитом грузовике своего отца и будучи под влиянием идеологии панк-рокеров, выражает стремление к личной свободе, к полной независимости и выступает против любых форм авторитарного стиля воспитания. Она конфликтует с представителями других субкультур и выражает презрение к движению «Хиппи». Вступив в конфликт с матерью, «Сиби» сбегает из дома и автостопом прибывает в Ванкувер, где ведет полубродяжнический образ жизни. В городе она знакомится с таксистом, который предложил ей посетить его квартиру, чтобы покурить марихуану. Оказавшись в квартире, «Сиби» обнаруживает в ней проститутку, подругу таксиста, который совместно с ней начинает сексуально домогаться «Сиби», которой удается сбежать. Она появляется на концерте местной панк-рок группы «Pointed Sticks», участники которой знакомятся с ней и проявляют симпатию. Девочке позволяют наблюдать за их выступлением со сцены и даже поиграть на ударной установке во время выступления. После концерта «Сиби» арестовывается полицией. Узнав что ее разыскивает мать, ее отправляют обратно на попечение матери.
В это время выходит из тюрьмы ее отец Дон, которого она любит и который  является для нее единственным близким человеком в жизни. Родители «Сиби» в течение некоторого периода времени пытаются наладить жизнь и вернуть в дом социально-благополучную обстановку, но терпят неудачу на этом поприще. Дон Барнс после череды неудач, начинает снова злоупотреблять алкогольными напитками и лишается работы после конфликта с отцом одного из детей , которые погибли в автобусе в результате дорожно-транспортного происшествия, вызванным Доном, о чем он мало выражает сожаления. В отместку за увольнение, Дон с помощью Чарли, следит за отцом погибшего мальчика и в темное время суток совершает на него нападение, забивая его до смерти возле его дома. Наблюдая за тем, как мать продолжает принимать наркотики, а отец алкогольные напитки, после чего, будучи в состоянии алкогольного опьянения подвергает ее мать физическим нападкам, «Сиби» испытывает стресс, вследствие чего проявляет агрессивное поведение в школе. Школьный психолог, оценивая ее психоэмоциональное состояние, делает вывод о том, что  Дон подвергал Сиби сексуальному насилию с детства и девочка в своем подсознании испытывает желание убить отца.
Под влиянием алкоголя и наркотиков, родители «Сиби» окончательно морально деградируют. Во время одного из вечеров, Дон Барнс и Чарли сильно напиваются в доме Барнсов, а мать «Сиби» - принимает большую дозу героина в ванной, после чего впадает в тяжелое наркотическое опьянение. В ходе разговора между мужчинами, Дон обвиняет «Сиби» в лесбиянстве, после чего предлагает Чарли изнасиловать ее с целью подтверждения этого. Услышав об этом, Кэти Барнс начинает плакать, но ничего не предпринимает для спасения дочери, так как пребывает в тяжелом наркотическом опьянении. Дон и Чарли врываются в спальню «Сиби», где совершаю на нее нападение, в ходе которого ей удается дать им отпор. Она заявляет о своей ненависти к отцу, после чего они покидают ее комнату, но Дон вскоре возвращается, где в ходе своей бессвязной и бессмысленной речи делится дочери воспоминаниями из ее детства. Осознав, что она неожиданно потеряла уважение и любовь ко всем некогда близким и любимым ей людям, «Сиби» вспоминает о сексуальном насилии, которому подвергалась в раннем детстве со стороны отца, принуждает его приблизиться к ее паху, после чего  убивает его с помощью ножниц. Убийство собственного отца становится кульминацией всех неблагоприятных событий в ее жизни, после чего продолжая следовать идеологии панков, «Сиби» не находит никакого другого вида протеста против ужасающей действительности - кроме как самоубийства. Убив отца, «Сиби» будит спящую мать и настаивает, чтобы она пошла с ней к обломкам грузовика Дона для разговора об отце. В кабине грузовика Сиби под покровом ночи поджигает фитиль динамитной шашки, спрятанной в приборной панели, которую ее отец украл с работы и планировал продать. Мать «Сиби» пугает действия дочери, однако «Сиби» игнорирует ее просьбы затушить фитиль и вернуться в дом. «Сиби» заявляет матери о том, что она в прошлом никогда не была панком в отличие от Дона, который по мнению «Сиби» был близок к «панку», сравнив его со Сидом Вишесом, который по словам Сиби  - «когда покинул мир, забрал с собой и своих любимых», после чего «Сиби» и ее мать погибают в результате взрыва.

## Восприятие и критика
Несмотря на то, что действие фильма происходит в Канаде, критики отметили что социальные проблемы, которые были исследованы в фильме были свойственны также населению США в те годы. «Как гром среди ясного неба» красноречиво запечатлел последствия разлома американского и канадского общества, начавшегося в эпоху войны во Вьетнаме на консервативных сторонников репрессивного истеблишмента и молодёжную контркультуру, для которой были свойственны протестные настроения, а также конфликт поколений, на который наложился экономический кризис 1970-х годов и расцвет наркоторговли кокаином в США. Критики негативно восприняли фильм, положительно отметив только игру Линды Манц. Однако в последующие десятилетия фильм получил статус культового и стал восприниматься общественностью неоднозначно, так как Хопперу удалось выставить на первый план установившиеся на тот момент проблемы и напряженность в отношении молодёжи 70-х годов, такие как закат движения «хиппи» и противопоставление им ценностей субкультуры панков. По мнению критиков если в беспокойные 1960-е среди молодежи были в моде бунт против консервативной морали, отцовских ценностей, так называемого нормального образа жизни, что сильно раздражало поборников нравственности и жесткого порядка, то персонаж Линды Манц - «Сиби» являет собой бунтарку новой формации, ребенка родителей из поколения «хиппи», которая своими действиями и поступками выражает протест против морально-нравственных ценностей родителей, стиля их воспитания и к употреблению наркотиков, которое из-за их деградации стало для них - бывших бунтарей - единственным способом выражения протестных настроений. Согласно мнению ряда критиков, персонажи Денниса Хоппера и Шэрон фаррелл - Дон и Кэти, символизировали собой моральный упадок американской молодёжи 1960-х, которые после заката движения «хиппи» превратились в наркоманов, которых не волновал поиск путей развития и решение внутренних проблем в семье, а сам Хоппер, который романтизировал движение «Хиппи» в фильме «Беспечный ездок», в фильме «Как гром среди ясного неба» через призму сюжета пытался таким образом выразить собственное разочарование этим движением,  представители которого  протестовали против капитализма и общества потребления, но в конечном итоге сами стали его частью.
Критики из газеты Variety в своем обзоре прямо ссылались на связь между персонажами двумя фильмами Денниса Хоппера, утверждая, что «Гром среди ясного неба» наглядно показывает то, что «наркокультура 70-х и ее отбросы  могли сделать с теми легкомысленными байкерами, которые слезли со своих мотоциклов, попытались приспособиться к нормальному образу жизни и завели детей». Хоппер в своем одном из позднем интервью говорил, что не отвергает эту идею, но тем не менее он не планировал чтобы зритель видел в персонажах Дона Барнса и его друга Чарли намёки на персонажей из «Беспечного ездока».
После провального показа на Канском кинофестивале, Денних Хоппер выпустил фильм в широкой прокат. Он был показан в кинотеатрах Парижа 15 апреля 1981, вышел на экраны в Лос-Анджелесе 3 декабря 1982 года, вышел в широкий прокат в кинотеатрах Нью-ЙОрка 8 апреля 1983 года и на территории Канады в декабре 1983 года. В последующие десятилетия фильм приобрел статус культового, был отреставрирован и выпущен в повторный прокат. Фильм получил высокую оценку от кинокритика Роджера Эберта и Джонатана Розенбаума, который впоследствии назвал его одним из лучших 15 фильмов 1980-х
Сам Деннис Хоппер в интервью 1983 года, назвал фильм «Как гром среди ясного неба» своей лучшей режиссерской работой, заявив что несмотря на то, что его резкий  взгляд на американскую семейную жизнь разделил зрителей на любителей или ненавистников, этот фильм об обществе Северной Америки периода 1970-х.
Актриса Хлоя Севиньи, которая снималась с Линдой Манц в фильме «Гуммо» в 2019 году развернула кампанию в СМИ за восстановление и выпуск в повторный прокат фильма, назвав героиню Линды Манц - «Сиби» - памятником всем девушкам, период взросления которых пришелся на социально-неблагополучные 1970-е, которые как и персонаж Лнды Манц - подвергались сексуальному насилию в семье и сбегали из дома, пытаясь уйти от жестокой действительности.
В своей книге «Политика сексуального насилия над детьми: эмоции, социальные движения и государство » социолог Нэнси Уиттиер описывает сексуальное насилие в семье - распространенным явлением для американского общества,  семинаров, учебных программ и текстов самопомощи по CSA с конца 1970-х и до 1980-х годов. По ее мнению серьезные убеждения Хоппера в падении американской семьи делают его фильм важным источником в поисках решения проблем и назвала фильм «Как гром среди ясного неба»  глубоко трогательным произведением искусства об одиночестве взросления. Также она отметила, что Хоппер ввел в сценарий фильм школьную сцену, где Сиби подвергается дисциплинарному взысканию за опоздание на урок без какого-либо интереса к причинам такого поступка.  По ее мнению этой сценой  Хоппер выразил свое мнение о том, что школа как социальный институт сильно влияет на социализацию личности учащихся, а школьный персонал обязан нести моральную и профессиональную ответственность  за жизнь и здоровье учащихся, но зачастую этого не происходит, вследствие чего дети чувствуют себя незащищенными.